# Palača Prve hrvatske štedionice
Palača prve hrvatske štedionice monumentalna je zgrada koju je na zagrebačkoj Ilici dala sagraditi Prva hrvatska štedionica. Građena je od 1898. do 1900. godine.
Zgrada je osim prostorija štedionice imala i pivnicu, narodni kasino, brojne trgovine, 20 velikih najamnih stanova te 8 podvorničkih stanova. Zgrada je imala autonomnu električnu centralu snage 32 kW a motori pokretani plinskom turbinom snabdijevali su 1350 žarulja snage 16-25 svijeća. Banka je imala dva čvrsta trezora od betona i traverza, a za noćnu sigurnost bili su zaduženi štedionički stražari.
Građevina je izgrađena na betonskim temeljima. U izvedbi je, što na gradilištu, što u radionicama, sudjelovalo 600-800 domaćih majstora i radnika. 
Troškovi građenja iznosili su 123 krune/m2.

## Vanjske poveznice
|  | Zajednički poslužitelj ima još gradiva o temi Palača Prve hrvatske štedionice |
|  | Zajednički poslužitelj ima još gradiva o temi Oktogon                         |
|  | Wikizvor ima izvorni tekst Palača prve hrvatske štedionice u Zagrebu          |